# Eraclide (nome)
Eraclide  è un nome proprio di persona italiano maschile.

## Varianti in altre lingue
- Catalano: Heràclides
- Francese: Héraclide
- Greco antico: Ἢρακλείδης (Herakleides)[2]
- Latino: Heraclides[1]
- Polacco: Heraklides
- Portoghese: Heráclides
- Russo: Гераклид (Geraklid)
- Spagnolo: Heráclides
- Ungherese: Hérakleidész

## Origine e diffusione
Deriva dal nome greco antico Ἢρακλείδης (Herakleides), che significa "discendente da Ercole".

## Onomastico
L'onomastico ricorre il 28 giugno in ricordo di sant'Eraclide, catecumeno e studente di Origene, martire con altri compagni ad Alessandria d'Egitto sotto Settimio Severo.

## Persone
- Eraclide, condottiero greco antico
- Eraclide di Cuma, storico greco antico
- Eraclide di Leontini, tiranno di Leontini
- Eraclide di Magnesia, storico greco antico
- Eraclide di Sinope, poeta greco antico
- Eraclide di Siracusa, scrittore greco antico
- Eraclide di Taranto, architetto, militare e scienziato greco antico
- Eraclide Comico, commediografo greco antico
- Eraclide Lembo, filosofo e scrittore greco antico
- Eraclide Macedone, pittore greco antico
- Eraclide Pontico, filosofo e astronomo greco antico